# Sauro Scavolini
Sauro Scavolini (Pesaro, 3 febbraio 1934 – Roma, 29 marzo 2022) è stato un regista e sceneggiatore italiano.

## Biografia
Si diplomò all’Accademia d’Arte di Firenze, per poi frequentare a Roma il corso di regia del Centro sperimentale di cinematografia. Dopo alcune esperienze come assistente alla regia, esordì come sceneggiatore a metà degli anni sessanta, quando è stretto collaboratore di Romolo Guerrieri. Dal 1971 collaborò spesso con Sergio Martino (sovente in coppia con Ernesto Gastaldi), soprattutto per thriller e western all'italiana, sceneggiando per lui circa quattordici titoli fra film per il cinema e per la televisione.
Nel 1972 esordì dietro la macchina da presa col dramma Amore e morte nel giardino degli dei, prodotto dal fratello Romano Scavolini. In veste di regista realizzerà in seguito solo film per la televisione.
Collaborò, fra gli altri, anche con Armando Crispino (John il bastardo), Enzo G. Castellari (Vado... l'ammazzo e torno), Claude Chabrol (Stéphane, una moglie infedele), Sergio Sollima (Città violenta), Umberto Lenzi (Il cinico, l'infame, il violento) e con alcune coproduzioni western italo-spagnole. 
Morì, all'età di 88 anni, a Roma il 29 marzo 2022.

### Altre attività
È stato anche pittore, firmandosi con lo pseudonimo Sasca.

## Filmografia

### Sceneggiatore
- Johnny Yuma, regia di Romolo Guerrieri (1966)
- 10.000 dollari per un massacro, regia di Romolo Guerrieri (1967)
- John il bastardo, regia di Armando Crispino (1967)
- Vado... l'ammazzo e torno, regia di Enzo G. Castellari (1967)
- Stéphane, una moglie infedele (La femme infidèle), regia di Claude Chabrol (1968)
- Città violenta, regia di Sergio Sollima (1970)
- La coda dello scorpione, regia di Sergio Martino (1971)
- La controfigura, regia di Romolo Guerrieri (1971)
- Sei già cadavere amigo... ti cerca Garringo (¡Abre tu fosa, amigo, llega Sabata!), regia di Juan Bosch (1971)
- Amore e morte nel giardino degli dei, regia di Sauro Scavolini (1972)
- Domani passo a salutare la tua vedova... parola di Epidemia (Tu fosa será la exacta... amigo), regia di Ignacio F. Iquino (1972)
- Il tuo vizio è una stanza chiusa e solo io ne ho la chiave, regia di Sergio Martino (1972)
- Tutti i colori del buio, regia di Sergio Martino (1972)
- Anna, quel particolare piacere, regia di Giuliano Carnimeo (1973)
- Sette ore di violenza per una soluzione imprevista, regia di Michele Massimo Tarantini (1973)
- La bellissima estate, regia di Sergio Martino (1974)
- Cugini carnali, regia di Sergio Martino (1974)
- Una città fatta di rabbia ( Canción mansa para un pueblo bravo), regia di Giancarlo Carrer (1976)
- I soliti ignoti colpiscono ancora - E una banca rapinammo per fatal combinazion ( Ab morgen sind wir reich und ehrlich), regia di Franz Antel (1976)
- Poliziotti violenti, regia di Michele Massimo Tarantini (1976)
- Il cinico, l'infame, il violento, regia di Umberto Lenzi (1977)
- Una devastante voglia di vincere, regia di Sauro Scavolini – miniserie TV (1977)
- Mannaja, regia di Sergio Martino (1977)
- Bosco d'amore, regia di Alberto Bevilacqua (1981)
- Storia di Anna – serie TV (1981)
- Incontrarsi e dirsi addio – serie TV (1983)
- Ophiria – serie TV (1983)
- Un foro nel parabrezza, regia di Sauro Scavolini – film TV (1985)
- Tre giorni ai tropici, regia di Tommaso Dazzi (1986)
- Vendetta dal futuro, regia di Sergio Martino (1986)
- Qualcuno pagherà, regia di Sergio Martino (1988)
- Sei delitti per padre Brown, regia di Vittorio De Sisti – miniserie TV (1988)
- American Risciò, regia di Sergio Martino (1989)
- Il colpo regia di Sauro Scavolini – film TV (1989)
- Mal d'Africa, regia di Sergio Martino (1990)
- Nel giardino delle rose, regia di Luciano Martino (1990)
- Un posto freddo in fondo al cuore, regia di Sauro Scavolini – film TV (1992)
- La regina degli uomini pesce, regia di Sergio Martino – film TV (1995)
- A due passi dal cielo, regia di Sergio Martino – film TV (1999)
- L'ultimo rigore, regia di Sergio Martino – miniserie TV (2002-2006)

### Regista
- Amore e morte nel giardino degli dei (1972)
- Una devastante voglia di vincere – serie TV (1977)
- Un foro nel parabrezza – film TV (1985)
- Il colpo – film TV (1989)
- Un posto freddo in fondo al cuore – film TV (1992)

## Narrativa
- Sauro Scavolini, Adiós, IoScrittore, 2013, ISBN 9788867200405.